# Diâmetro

Uma circunferência com

Em geometria, um diâmetro de uma circunferência é qualquer segmento de reta que passa pelo centro do círculo e cujas extremidades estão sobre o círculo. Ele também pode ser definido como a maior corda do círculo. Ambas as definições são válidas também para o diâmetro de uma esfera. A palavra "diâmetro" é derivada do grego antigo: διάμετρος (diametros), formado por διά (dia), "através" e μέτρον (metron), "medida". É geralmente abreviada como {\displaystyle \operatorname {DI{\hat {A}}M} }, {\displaystyle \operatorname {di{\hat {a}}m} }, {\displaystyle d}, ou {\displaystyle \varnothing }.
Habitualmente, o comprimento {\displaystyle d} de um diâmetro também é chamado de diâmetro. Nesse sentido, falamos o diâmetro em vez de um diâmetro (que se refere ao próprio segmento de reta), porque todos os diâmetros de um círculo ou esfera têm o mesmo comprimento, que é o dobro do raio {\displaystyle r}:
{\displaystyle d=2r\qquad {\text{ou, equivalentemente,}}\qquad r={\frac {d}{2}}.}
Para uma forma convexa no plano, o diâmetro é definido como a maior distância que pode ser formada entre duas retas paralelas opostas tangentes à sua borda, e a largura é frequentemente definida como a menor distância. Ambas as quantidades podem ser calculadas eficientemente usando o método de compassos giratórios. Para uma curva de largura constante, como o triângulo de Reuleaux, a largura e o diâmetro são iguais porque todos os pares de linhas tangentes paralelas têm a mesma distância.
Para uma elipse, a terminologia padrão é diferente. Um diâmetro de uma elipse é qualquer corda que passa pelo centro da elipse. Por exemplo, diâmetros conjugados [en] têm a propriedade de que uma reta tangente à elipse no extremo de um diâmetro é paralela ao diâmetro conjugado. O diâmetro mais longo é chamado de semieixo maior.

## Generalizações

Uma parábola em que é uma corda e o seu ponto médio. O diâmetro é a reta que passa por todos os pontos médios das cordas paralelas a.

As definições fornecidas acima são válidas apenas para círculos, esferas e formas convexas. No entanto, elas são casos especiais de uma definição mais geral que é válida para qualquer tipo de objeto {\displaystyle n}-dimensional (seja ele convexo ou não convexo), como um hipercubo ou um conjunto de pontos dispersos. O diâmetro ou diâmetro métrico de um subconjunto de um espaço métrico é o limite superior inferior do conjunto de todas as distâncias entre pares de pontos no subconjunto. Explicitamente, se {\displaystyle S} é o subconjunto e se {\displaystyle \rho } é a métrica, o diâmetro é
{\displaystyle \operatorname {di{\hat {a}}m} (S)=\sup _{x,y\in S}\rho (x,y).}
Se o {\displaystyle \rho } métrico é visto como tendo o contradomínio {\displaystyle \mathbb {R} } (o conjunto de todos os números reais), isso implica que o diâmetro do conjunto vazio (o caso {\displaystyle S=\varnothing }) é igual a {\displaystyle -\infty }. Alguns autores preferem tratar o conjunto vazio como um caso especial, designando-o o diâmetro de {\displaystyle 0}, que corresponde a pegar o contradomínio de {\displaystyle d} para ser o conjunto dos reais não negativos.
Para qualquer objeto sólido ou conjunto de pontos dispersos no espaço euclidiano {\displaystyle n}-dimensional, o diâmetro do objeto ou conjunto é o mesmo que o diâmetro de sua envoltória convexa. Na terminologia médica, relacionada a uma lesão, ou na geologia, relacionada a uma rocha, o diâmetro de um objeto é o limite superior inferior do conjunto de todas as distâncias entre pares de pontos no objeto.
Na geometria diferencial, o diâmetro é um importante invariante Riemanniano global.
Na geometria plana e analítica, um diâmetro de uma seção cônica é tipicamente definido como qualquer corda que passa pelo centro da cônica. Esses diâmetros não têm necessariamente o mesmo comprimento, exceto no caso do círculo, que tem excentricidade {\displaystyle e=0}. No entanto, o diâmetro de uma parábola é uma reta que passa pelos pontos médios de um sistema de cordas paralelas.

## Símbolo

O símbolo ⌀ num desenho técnico

O símbolo ou variável para diâmetro, ⌀, é às vezes usado em desenhos técnicos ou especificações como um prefixo ou sufixo para um número (por exemplo, "⌀ 55 mm"), indicando que representa o diâmetro. Por exemplo, os tamanhos de roscas de filtros fotográficos são frequentemente representados dessa maneira.
Em alemão, o símbolo do diâmetro (Durchmesserzeichen) também é usado como símbolo de média (Durchschnittszeichen).

### Codificações
O símbolo tem um ponto de código Unicode em U+2300 ⌀ DIAMETER SIGN, no conjunto Miscellaneous Technical. Em um Apple Macintosh, o símbolo de diâmetro pode ser inserido através do painel de caracteres (isso é aberto pressionando Opt+Cmd+T na maioria das aplicações), onde pode ser encontrado na categoria Símbolos Técnicos. Nos sistemas Unix/Linux/ChromeOS, ele é gerado usando Ctrl+Shift+U 2+3+0+0+space. Nos Sistemas operacionais tipo Unix, ele pode ser obtido usando uma tecla de composição pressionando, em sequência, Compose+d+i. No Windows, ele pode ser inserido na maioria dos programas com a combinação da tecla Alt 8960.
No entanto, o caractere pode não exibir corretamente, visto que várias fontes não o incluem. Em várias situações, a letra nórdica Ø no Unicode U+00F8 ø LATIN SMALL LETTER O WITH STROKE (&oslash;) é uma substituição aceitavel [en]. Esse pode ser inserido num Macintosh pressionando Opt+O (a letra o, não o número 0). Nos sistemas Unix/Linux/ChromeOS, ele pode ser gerado usando Ctrl+Shift+U F+8+space ou Compose+o+/. O AutoCAD disponibiliza U+2205 ∅ EMPTY SET como uma string de atalho %%c.
No Microsoft Word, o símbolo de diâmetro pode ser obtido digitando 2+3+0+0 e, em seguida, pressionando Alt+X.
Em LaTeX, o símbolo de diâmetro pode ser obtido com o comando \diameter do pacote "wasysym".

## Diâmetro em relação ao raio
O diâmetro de uma circunferência é exatamente o dobro de seu raio. No entanto, isso é verdade apenas para uma circunferência e apenas na métrica euclidiana. O teorema de Jung [en] fornece desigualdades mais gerais relacionando o diâmetro com o raio.